# Perophora annectens
Perophora annectens är en sjöpungsart som beskrevs av Friedrich Ritter 1893. Perophora annectens ingår i släktet Perophora och familjen Perophoridae. Inga underarter finns listade i Catalogue of Life.